# U-Boot (koktél)
U-Boot (német szó, eredeti jelentése „búvárhajó, tengeralattjáró”), egy sörből és valamilyen égetett szeszből (alkoholpárlatból) készült koktél speciális módon összeállított, meghatározott módon felszolgált és elfogyasztott formája.

## Elkészítése, összetevői
U-Boot készítésekor először a világos sört 500 ml-es korsóba (vagy nagy, 400 ml-es pohárba) töltjük, majd égetett szeszes italból egy 4-5 cL-es „lövetet” – kis pohárban vagy kis, kinyitott üvegpalackban – lesüllyesztünk a sörös korsó (pohár) fenekére. (A lesüllyesztés műveletéből származik népszerű elnevezése, az „U-Boot”). Így elérhető, hogy a két folyadék nem keveredik azonnal össze, a tömény szesz „lövet” a sör fogyasztása közben fokozatosan felúszik a sör felső rétregeibe, lassan keveredik a sörrel, és egyre intenzívebb ízű, növekvő töménységű „bombát” alkot.
A felhasznált sör jellemzően világos sör. Az égetett szesz „lövet” fajtája Németországban és Ausztriában leggyakrabban valamilyen égetett gabonapálinka (Korn, Kornbrand), különféle likőrök (gyógyfüvekből készült Kräuterlikör, gyümölcslikőrök, gyomorkeserűk, Jägermeister, stb). Más országokban, a helyi szokásoknak megfelelően vodka, tequila, konyak, whisky vagy hasonló „lövet” hozzáadása terjedt el.
„Továbbfejlesztett” változata az atom-tengeralattjáró (németül: Atom U-boat, angolul: atomic submarine), ahol a két összetevő arányát megcserélik, egy kis pohár sört süllyesztenek egy fél liter vodkába.
A kocsmákban, bárokban, társaságban helyben készített U-Boot koktél után megjelent annak gyárilag palackozott, előre bekészített módon kapható változata is. Két egymásba zárt tartályból áll, a külső (sörös) tartály kupakjának megnyitása automatikusan nyitja a „lövet” belső, kisebb tartályát is, egyben le is süllyeszti azt a sörös tartály aljára.

## Helyi változatai

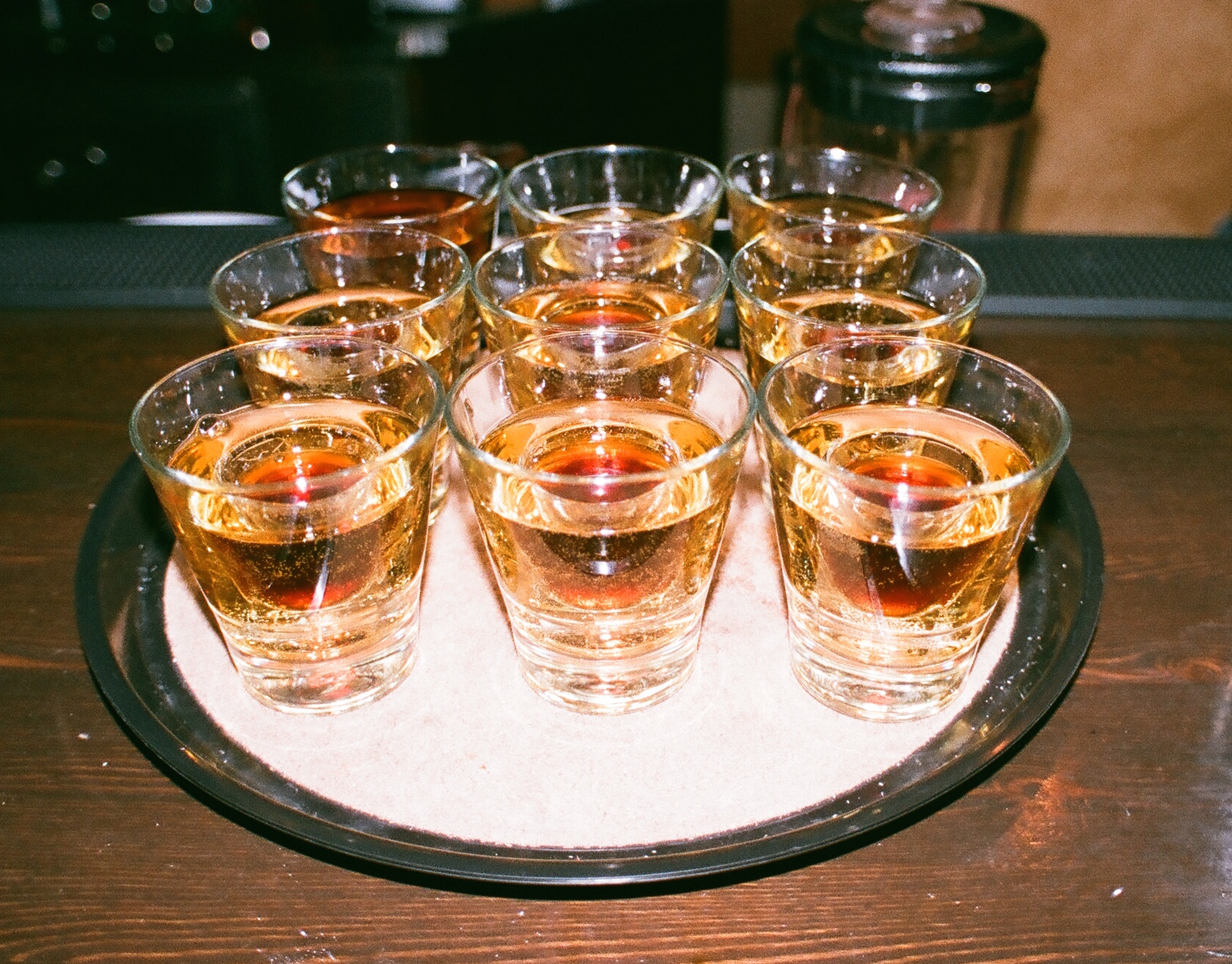
„Jägermeister-bombák” Görögországban

- Flandriában és Hollandiában neve Duikboot („búvárhajó”), és a kopstoot („fejbekólintás”) egy változatának tekintik; ez utóbbi egy pohár jenever egy korsó sörrel kísérve.
- Macedóniában a neve podmornyica (Подморница), jelentése szintén tengeralattjáró.
- Dél-Németországban (Bajorországban, Baden-Württembergben) az U-Boot kérhető sör és vodka, avagy Fanta és konyak kombinációjával is.
- Mexikóban a neve submarino, jelentése búvárhajó. Itt a „lövet” vodka helyett tequilát tartalmaz, és a kis palackot illik felfordítva a sörös pohár alján hagyni.
- Oroszországban a neve vodoláz (Водолаз), jelentése „búvár” (vodka lövettel).
- A szorbok narancsléből és vodkából kombinálják össze.
- Brazíliában a neve submarino (búvárhajó). Az ország déli részén vodka helyett az ott széleskörűen elterjedt borókapárlat használatos.
- Svédországban Ubåt-nak (búvárhajónak) hívják, vodka helyett leggyakrabban Jägermeistert tesznek bele.
- Az Egyesült Államokban a koktél neve boilermaker, a „lövet” szokásos töltete vodka vagy whisky.

## Hasonló jellegű sör-pálinka koktélok
- Herrengedeck(wd), (eredeti jelentése „férfi-teríték”) sör-gabonapálinka koktél (Hamburg, Köln, Bajorország).
- Lüttje Lage(wd), hannoveri specialitás, sör-gabonapálinka koktél, különleges fogyasztási móddal (két pohárból egyszerre, egy kézben tartva).
- Jäger-bomba(wd), észak-amerikai specialitás, energiaitalból és Jägermeister „lövet”-ből kombinált koktél.
- Ír autóbomba(wd), észak-amerikai specialitás, írországi összetevőkből: fekete Guinness sörbe helyezett Jameson’s whisky vagy Bailey’s krémlikőr „lövet”.

## Kapcsolódó információ
- Traditional Cocktail from Germany: U-Boot (Duikboot, Podmornica, Submarino, Подморница) (angol nyelven). tasteatlas.com. (Hozzáférés: 2019. október 17.)
- Nasze drinki. Najlepsze przepisy na drinki (lengyel nyelven). naszedrinki.pl. (Hozzáférés: 2019. október 17.)
- Wiki Saveurs du monde. Cocktails à la Vodka. U-Boot. (francia nyelven). saveurs-du-monde.fandom.com/. (Hozzáférés: 2019. október 17.)